# سيماو فريتاس
سيماو فريتاس هو مدرب كرة قدم برتغالي، ولد في 10 ديسمبر 1980 في البرتغال.